# 14032 Mego
14032 Mego è un asteroide della fascia principale. Scoperto nel 1994, presenta un'orbita caratterizzata da un semiasse maggiore pari a 2,5574390 au e da un'eccentricità di 0,2108860, inclinata di 7,32413° rispetto all'eclittica.
L'asteroide è dedicato a Megohime, moglie di Date Masamune.